# Gema Igual
Gema Igual Ortiz (Santander, 10 de septiembre de 1973) es una política española, alcaldesa de Santander desde el 17 de noviembre de 2016. Pertenece al Partido Popular de Cantabria.

## Biografía
Aunque nació en Santander, se crio en Isla, localidad perteneciente al municipio de Arnuero. Es la pequeña de tres hermanos, uno de ellos, José Manuel, es alcalde de dicho municipio y diputado autonómico del PP. 
Tras realizar los estudios de secundaria en el instituto de La Albericia de la capital cántabra, cursó estudios de Magisterio en la Universidad de Cantabria, los cuales no llegó a concluir porque encontró trabajo en Madrid. En la capital de España trabajó en una agencia de turismo durante cerca de ocho años.
De regreso a Santander, trabajó como gerente de la Asociación de Jóvenes Empresarios de Cantabria.
En 2003 llegó al Ayuntamiento de Santander, de la mano de Gonzalo Piñeiro. Allí siendo concejala, pasó por diversas áreas: Turismo y Festejos (2003-2007); de Turismo y Protocolo (2007-2011); y Turismo y Relaciones Institucionales (2011-2015, y desde junio de 2015 a noviembre de 2016).  
Ocupó el número dos en la candidatura del PP santanderino en las convocatorias electorales de 2007, 2011 y 2015.
El 17 de noviembre de 2016 fue nombrada alcaldesa de Santander, en sustitución de Íñigo de la Serna, nuevo ministro de Fomento. convirtiéndose así en la primera mujer que accede al cargo de la historia de la ciudad.
Afiliada al PP de Cantabria desde 2000, actualmente forma parte del Comité Ejecutivo del partido en la región y ejerce la presidencia del Consejo de Alcaldes del PP cántabro.
Desde diciembre de 2016 es vocal de la Junta de Gobierno de la Federación Española de Municipios y Provincias.
Además es presidenta de la Fundación Santander Creativa y como alcaldesa de Santander está al frente de la vicepresidencia de la Conferencia de las Ciudades del Arco Atlántico.
Se presentó como candidata del PP de Cantabria a las elecciones municipales de 2019 en Santander. Ganó con 11 de los 25 concejales del ayuntamiento. Después de pactar con Ciudadanos y Vox revalidó la alcaldía el 15 de junio de  2019.
Revalidó en 2023 la alcaldía tras conseguir 14 de los 27 concejales del ayuntamiento.